# بیمارستان بیکور چولیم
بیمارستان بیکور چولیم (به لاتین: Bikur Cholim Hospital) یک بیمارستان در اسرائیل است که در اورشلیم واقع شده‌است.